# Juliette Figueras
Juliette Figueras (Marsiglia, 21 aprile 1929) è una modella francese, vincitrice del titolo di Miss Parigi 1948, Miss Francia 1949 e Miss Europa 1949, bissando il titolo per la Francia, che lo aveva già conseguito l'anno precedente grazie a Jacqueline Donny. L'elezione di Miss Francia si tenne presso l'Hôtel Le Tyrol di Parigi, dove la Figueras fu scelta fra venti candidate.